# پوسدانوم استراثیوم
پوسدانوم استراثیوم (نام علمی: Peucedanum ostruthium) نام یک گونه از تیره چتریان است.